# Salem Express
Salem Express es el último nombre de un ferry trágicamente hundido en la madrugada del 15 de diciembre de 1991 en la costa de Safaga en el Mar Rojo egipcio. En su hundimiento se cree que pudieron morir ahogados cerca de un millar de personas, aunque las cifras oficialmente reconocidas por el gobierno egipcio es de 470 muertos. Este ferry fue construido y botado en 1964 en los astilleros de La Seyne sur Mer, en Francia, con el nombre de Fred Scamaroni para la Compagnie Générale Transatlantique. Cuando en 1988 es adquirido por la naviera Samatour Shipping Co. para cubrir el trayecto entre los puertos de Jeddah en Arabia Saudí con el de Safaga en Egipto, es rebautizado como Salem Express, nombre con el que ha pasado definitivamente a la historia de las tragedias marítimas.
El pecio del Salem Express se encuentra en los arrecifes Hyndman en un fondo de arena a una profundidad de 30 m posado sobre su banda de estribor en la posición de coordenadas 26° 39’ 01" N, 34° 03’ 48"E.

## El accidente

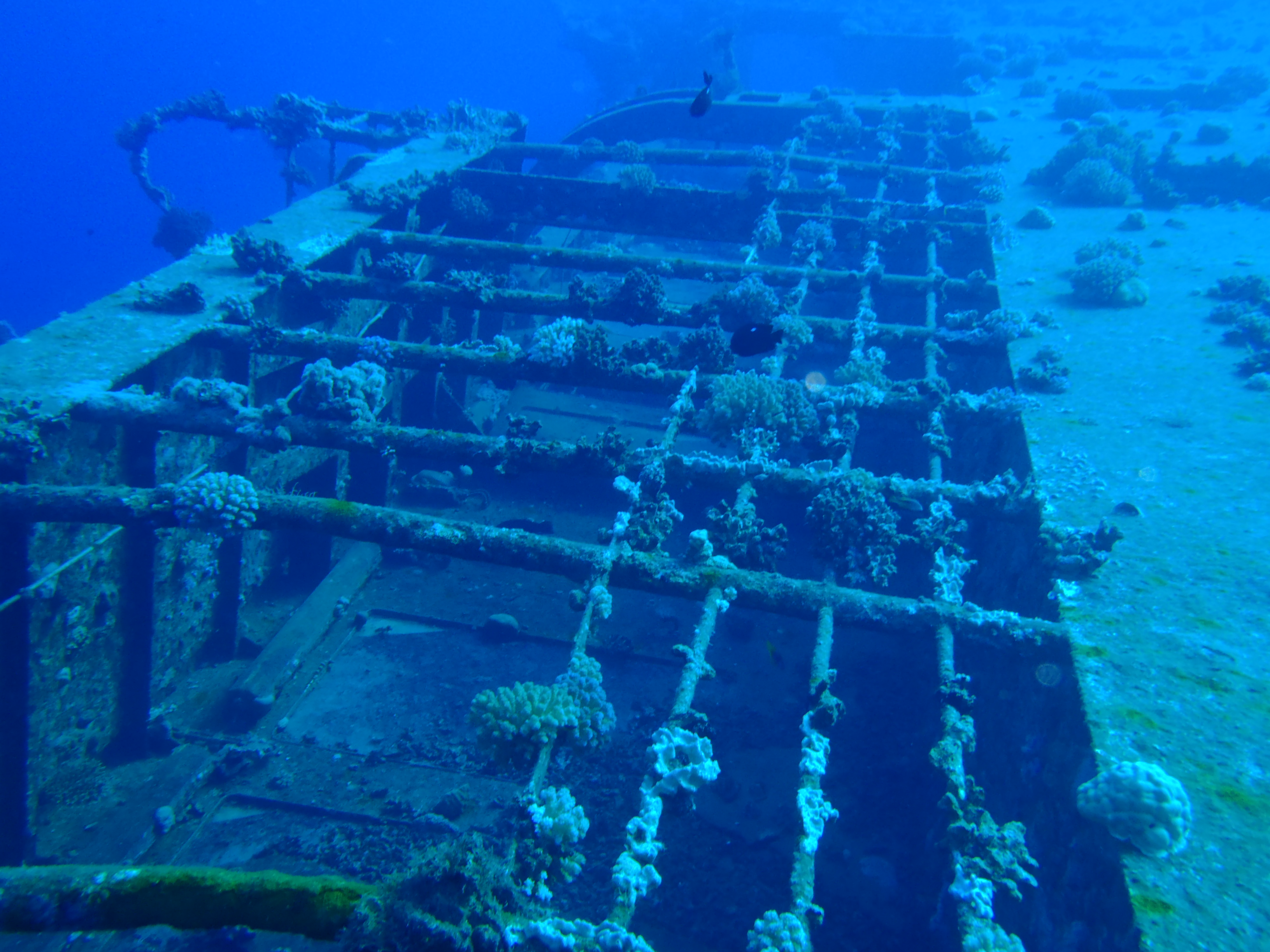
El pecio del Salem Express se encuentra a menos de 30 m de profundidad en el Mar Rojo.

El día que se produjo el naufragio, el Salem Express llevaba las bodegas sobrecargadas de vehículos y de mercancías mal estibadas. Cientos de pasajeros, en su mayor parte peregrinos que regresaban de su visita a la ciudad santa de La Meca, se hacinaban por todos sus camarotes, cubiertas y pasillos. Se trataba de una singladura de 450 millas entre Jeddah y Safaga. habitual para el capitán Hassan Moro, un marino experimentado y con una merecida buena reputación.
Al atardecer, el tiempo había empeorado con vientos que alcanzaban fuerza 8 a 9. Moro decidió poner rumbo hacia el sur, para tratar de alcanzar el resguardo de la costa en su aproximación hacia el puerto. Cuando se internó en los arrecifes Hyndman era cerca de media noche. El estado del mar hacía imposible distinguir los canales aptos para la navegación entre las masas de coral que se alzaban desde las profundidades hasta casi rozar la superficie. El temporal había desviado al Salem Express al este de la derrota marcada en la carta. El resultado fue que el navío tocó con la proa uno de los arrecifes. La violenta embestida dobló la quilla, rajando el casco a estribor y abriendo el portón de proa de la rampa de embarque de vehículos. El ferry comenzó a embarcar agua tanto por el boquete del casco como por el portón. La tripulación, ni siquiera tuvo el tiempo o la pericia para botar las lanchas salvavidas, incapaces en cualquier caso de albergar a los cientos de peregrinos que no sabían nadar. En apenas veinte minutos el Salem Express se hundió.
En superficie quedaron a la deriva aquellos pasajeros que habían logrado escapar del interior del navío. En total, unas 180 personas lograron sobrevivir. Según cifras oficiales, el Salem Express transportaba un total de 650 personas a bordo -578 pasajeros y 72 tripulantes-, de ellos 578 pasajeros con billete. Sin embargo, la cifra de pasajeros embarcados sin billete podría igualar prácticamente a la de pasajeros oficialmente registrados. Por ello, la cifra oficial de 470 muertos, entre ellos el propio capitán Moro, se antoja a todas luces inferior a la real. Por otra parte, las autoridades egipcias difícilmente admitirían un número de víctimas cercano al millar, de acuerdo a las estimaciones extraoficiales. Así, el número real de víctimas en el naufragio del Salem Express la madrugada del 16 de diciembre de 1991 nunca será conocida, como no suele serlo en ninguna catástrofe de estas proporciones.

## El rescate
Durante las siguientes jornadas los buceadores de la Marina Egipcia recuperaron muchos cadáveres del interior del pecio. Sin embargo, conforme los buceadores iban penetrando más y más en el interior del navío, lo peligroso del lugar tanto por el desplazamiento del cargamento durante el naufragio, como por la posición del buque en el fondo, y las dificultades técnicas para el avance seguro en el interior del pecio hicieron que, se decidiese dar por terminada dicha operación sin haber llegado a recuperar todas las víctimas atrapadas en el interior del navío naufragado.
Las autoridades egipcias, finalmente, declararon el pecio del Salem Express oficialmente cementerio. Esto, no impidió que el gobierno egipcio pusiese impedimentos para que, pasado un tiempo, los centros de buceo de la zona comenzaran a llevar a los buceadores al Salem Express de forma similar a otros muchos pecios que se encuentran a lo largo de la costa egipcia.